# インデペンディエンテ・デル・バジェ
クラブ・エスペシアリサード・デ・アルト・レンディミエント・インデペンディエンテ・デル・バジェ（スペイン語: Club Especializado de Alto Rendimiento Independiente del Valle、略称IDV）は、エクアドル・ピチンチャ県ルミニャウィ郡サンゴルキに本拠地を置くプロサッカークラブチーム。現在はエクアドル・セリエAに所属している。
エクアドルサッカー連盟にはクラブ・ソシアル・イ・デポルティーボ・インディペンディエンテ・ホセ・テラン (スペイン語: Club Social y Deportivo Independiente José Terán) の名称で登録されているが、商標名である「インデペンディエンテ・デル・バジェ」の呼称が使用されている。

## 概要
1958年3月1日、サンゴルキのサッカーファンであるホセ・テランと彼の友人たちによって設立された。ホセ・テラン死去から2年後の1977年にクラブは創設者の功を讃えてインディペンディエンテ・ホセ・テランに改名した。このクラブ名と初期のクラブカラー（赤と白）はアルゼンチンのインデペンディエンテに触発されたものである。
歴史の多くをアマチュアクラブとして国内の2部や3部で過ごしており、2000年代後半にセリエAへ定着した。2015年からカタールのアスパイア・アカデミーとの提携をスタートさせると、2018年には短期間ではあるが、後にレアル・ソシエダのスポーツ・ディレクターを務めることになるロベルト・オラべを同職に招くなど、クラブの下部組織拡充に努めた。
2016年、インデペンディエンテ・デル・バジェは、リーベル・プレート、UNAMプーマス、ボカ・ジュニアーズを次々と下してコパ・リベルタドーレス2016の決勝に進出。アトレティコ・ナシオナルに敗れて準優勝となった。
2019年にコパ・スダメリカーナ優勝を果たし、クラブ史上初の国際タイトルを獲得した。

## タイトル

### 国内タイトル
- セリエA (1回) :  2021
- コパ・エクアドル (1回) :  2022
- スペルコパ・エクアドル (1回) :  2023
- セリエB (1回) :  2009
- セグンダ・カテゴリア (1回) :  2007

### 国際タイトル
- コパ・スダメリカーナ (2回) :  2019, 2022
- レコパ・スダメリカーナ (1回) :  2023

## 現所属メンバー
2022年9月2日現在
注：選手の国籍表記はFIFAの定めた代表資格ルールに基づく。
| No. | Pos. |              | 選手名                       |
| --- | ---- | ------------ | ---------------------------- |
| 1   | GK   | エクアドル   | モイセス・ラミレス           |
| 2   | DF   | エクアドル   | ルイス・セゴビア             |
| 3   | DF   | エクアドル   | ガリス・ミナ                 |
| 5   | DF   | アルゼンチン | リチャルド・シュンケ ()      |
| 6   | DF   | エクアドル   | ジョアンナー・チャベス       |
| 7   | MF   | エクアドル   | フェルナンド・ガイボル       |
| 8   | MF   | アルゼンチン | ロレンツォ・ファラヴェッリ   |
| 10  | MF   | エクアドル   | フニオール・ソルノサ         |
| 11  | MF   | エクアドル   | ダニー・カベサス             |
| 12  | GK   | エクアドル   | ジョアン・ロペス             |
| 13  | DF   | チリ         | マティアス・フェルナンデス   |
| 14  | DF   | アルゼンチン | マテオ・カラバジャル         |
| 15  | DF   | エクアドル   | ベデル・カイセド             |
| 16  | MF   | アルゼンチン | クリスティアン・ペジェラーノ |
| 17  | DF   | エクアドル   | マテオ・ピエドラ             |

| No. | Pos. |              | 選手名                     |
| --- | ---- | ------------ | -------------------------- |
| 18  | FW   | エクアドル   | ハイメ・アジョビ           |
| 19  | FW   | アルゼンチン | ラウタロ・ディアス         |
| 20  | MF   | エクアドル   | ジョナサン・モロチョ       |
| 21  | MF   | アルゼンチン | ニコラス・プレヴィターリ   |
| 23  | DF   | エクアドル   | マテオ・オルティス         |
| 25  | GK   | エクアドル   | クレーベル・ピナルゴーテ   |
| 27  | DF   | エクアドル   | ウィリアン・バルガス       |
| 32  | FW   | アルゼンチン | ジョナサン・バウマン       |
| 50  | FW   | エクアドル   | アラン・ミンダ             |
| 51  | MF   | エクアドル   | ヤイマル・メディナ         |
| 53  | MF   | エクアドル   | マルコ・アングロ           |
| 54  | MF   | エクアドル   | パトリック・メルカド       |
| 80  | MF   | エクアドル   | フリオ・フアン・オルティス |
| --  | FW   | エクアドル   | ジョン・サンチェス         |

監督
- マルティン・アンセルミ

### ローン移籍
out
注：選手の国籍表記はFIFAの定めた代表資格ルールに基づく。
| No. | Pos. |            | 選手名                                        |
| --- | ---- | ---------- | --------------------------------------------- |
| --  | MF   | エクアドル | パトリックソン・デルガド (ヨング・アヤックス) |

## 歴代監督
- ネルソン・ブリト (2007-2008)
- ダニエル・シルゲーロ (2008)
- ジャニオ・ピント (2008-2009)
- ギジェルモ・ドゥーロ (2010)
- フリオ・アサド (2010-2011)
- カルロス・セビージャ (2011-2012)
- アルバロ・カルセレン (2012)
- パブロ・レペット (2012-2016)
- アレクシス・メンドーサ (2016-2017)
- ガブリエル・シュレール (2017-2018)
- イスマエル・レスカルボ (2018-2019)
- ユーリ・ソラーノ (2019)
- ミゲル・アンヘル・ラミレス (2019-2020)
- レナト・パイヴァ (2020-2022)
- マルティン・アンセルミ (2022-)

## 歴代所属選手

### GK
- リブラド・アスコナ 2010-2016

### DF
- クリスティアン・ラミレス 2011-2012
- アルトゥーロ・ミナ 2014-2016
- ピエロ・インカピエ 2019-2020

### MF
- ジェフェルソン・モンテーロ 2008-2009
- フアン・カサレス 2009
- カルロス・グルエソ 2011
- ヘフェルソン・オレフエラ 2012-2016
- ジェヘクソン・メンデス 2015-2018
- モイセス・カイセド 2019-2021

### FW
- ミチャエル・エストラーダ 2017-2018
- ゴンサロ・プラタ 2018
- ガブリエル・トーレス 2019-2021